# Društvena fizika
Društvena ili socijalna fizika, ponegdje i fizika društvenih mreža kvantitativna je društvena znanost koja opisuje pouzdane, matematičke poveznice između obavijesti, informacija i protoka ideja s jedne, i ljudskoga ponašanja s druge strane. Društvena fizika koristi znanstvene spoznaje i dostignuća s područja biologije, informatike, matematike i biheviorizma za objašnjavanje i razumijevanje protoka ideja između osoba, utjecaja komunikacije preko društvenih mreža na ljude i njihovo ponašanje te uporabu mehanizama društvenoga razvoja s ciljem poboljšanja proizvodnosti i kreativnosti tvrtki, gradova pa i samih država.
Jedno od temeljnih načela društvene fizike jest tzv. protok ideja. Budući da se može analizirati, protok ideja je sastavni dio informatičkih naredbi i programa; tako se nalazi u obrascima telefonskih razgovora, razmjeni poruka preko društvenih mreža i oblicima svakodnevne međuljudske komunikacije. Pomoću protoka ideja i razmišljanja, Facebook svojim korisnicima na temelju odabira (preferencija) i sviđanja pojedinih stranica preporučuje mjesta ili događaje koje treba posjetiti ili ljude s kojima korisnik dijeli nešto zajedničko. Protok ideja posljedično je iznjedrio ime „socijalna fizika”, jer ona nastoji razumjeti kako protok ideja i informacija utječe na ljudsko ponašanje.
Utemeljitelj društvene fizike jest Auguste Comte, koji ju je prema svojim proučavanjima podijelio na dvije grane:
- društvenu statiku - proučava pojedince, obitelj i društvo, čvrste uvjete preživljavanja društva, uvjete ravnoteže društvenog organizma,
- društvenu dinamiku - proučava napredak (čiji su pokretač ideje) i njegove zakonitosti.

## Brzo i sporo mišljenje
Brzo i sporo mišljenje u društvenoj je fizici opisano pomoću Sustava 1 (Kahneman) i Sustava 2 (Tversky):
| Brzo razmišljanje Sustav 1                       | Sporo razmišljanje Sustav 2      |
| ------------------------------------------------ | -------------------------------- |
| usporedno (paralelno)                            | serijsko                         |
| automatsko                                       | nadzirano                        |
| asocijativno                                     | temeljeno na pravilima           |
| primjena                                         | istraživanje                     |
| pažljivo učenje navika promatranjem drugih ljudi | učenje što većeg broja činjenica |

Razlika između ova dva sustava prikazuje se pitanjem upućenom ispitaniku. Primjerice, ono može glasiti „Hoćeš li uložiti u Fordove dionice?”. Budući da je to pitanje teško, ispitaniku automatski na pamet pada jednostavnije pitanje, poput „Sviđaju li mi se Fordovi automobili?” Tako ljudski um odgovorom na jednostavnije pitanje određuje izbor ispitanika odnosno bilo kojeg pojedinca pred nekom dvojbom. Brzo razmišljanje uključuje dvije vrste razmišljanja - ekspertno i heurističko, kao i potpuno automatske moždane aktivnosti predodžbe i pamćenja.